# Fiskartorget, Västerås

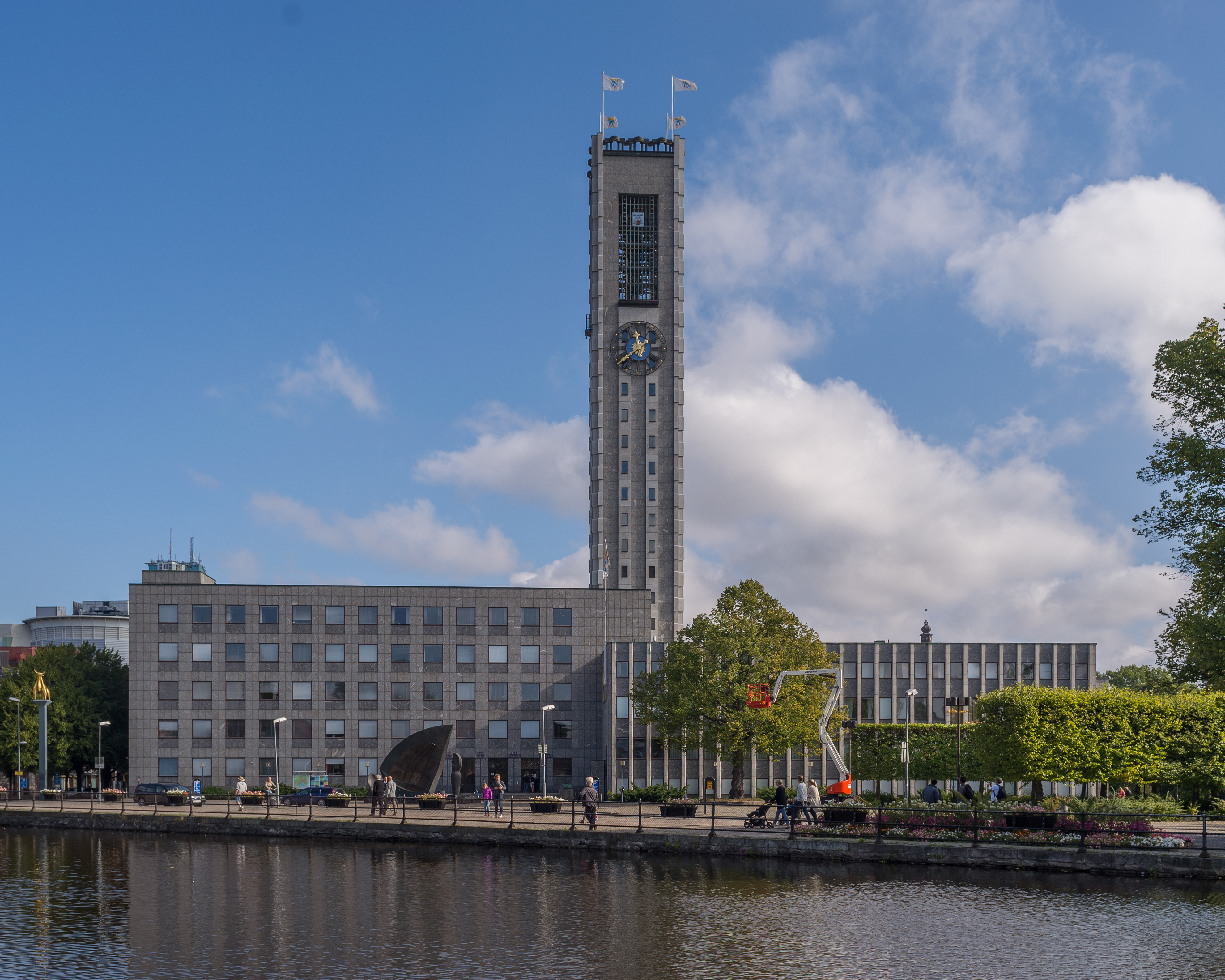
Fiskartorget med Västerås stadshus i bakgrunden.

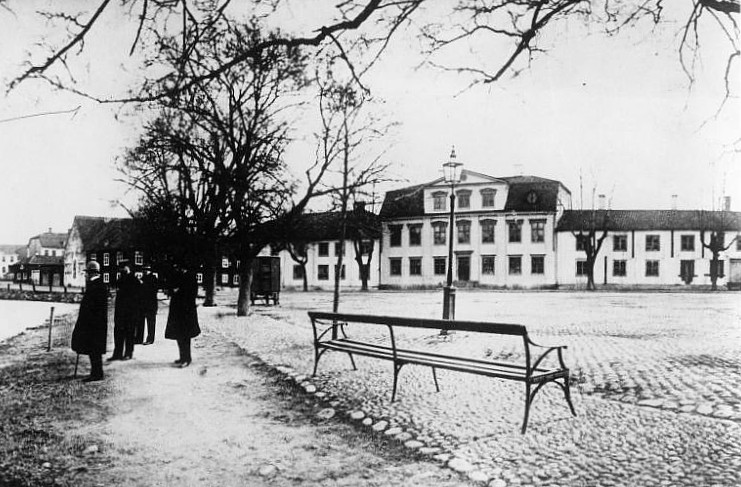
Fiskartorget med Gaggeska gården längst till höger, 1870.

Fiskartorget är ett torg i centrala Västerås. Torget har fått sitt namn eftersom det fungerat som handelsplats med bl.a. fisk från Mälaren från mitten av 1500-talet.  

## Historia
Där Västerås stadshus nu är beläget låg under medeltiden ett konvent som tillhörde dominikanorden och en svartbrödrakyrka. Platsen kallades i historisk tid för Nya torget och var avgränsat av Lillån (nuvarande Munkgatan) och Svartån, som omgärdade en ö kallad Munkholmen. Ön var förbunden med resten av staden genom broar, två över Lillån och en mot Västerås slott. Efter reformationen 1527 revs klostret och Fiskartorget skapades. Det var länge även en plats för promenader och fiske med metspö, fiskenot hängde här på stänger och ryssjor användes både ovan och nedan fallet.
Fiskartorget fick stenläggning någon gång under 1850-60-talen. I anslutning till torget uppfördes rådhuset 1860, ritat av Pehr Johan Ekman i nyrenässansstil. Byggnaden gjordes om till konstmuseum 1972. 
Runt torget fanns ett antal större hus. I Gaggeska gården som stod vid torget fram till 1968, då huset flyttades till Vallby Friluftsmuseum, levde under 1800-talets slut Rudolf Gagge, en mångsysslare som bl.a. avbildade det samtida Västerås i sina akvareller. I anslutning till torget låg också ett antal handelsbodar och ett pumphus. 1888 revs det medeltida Helgeandshuset, som bland annat varit kapell och sjukhus och man uppförde Stora Westmannia, i nyrenässansensstil. 
En stor förändring av torget påbörjades i och med byggnationen av stadshuset 1953 efter ritningar av Sven Ahlbom. Det uppfördes etappvis ända fram till 1988. Under byggnationen grävdes det gamla klostret ut och markeringar gjordes på Fiskartorget och i Vasaparken efter dess gamla grunder. I anslutning till utgrävningarna gjorde man ett stort antal arkeologiska fynd, bland annat över 3000 skelett, som idag finns i lager på Statens historiska museum.
Lillån var en förorenad del av staden i slutet av 1800-talet, kantad av bl.a. en metallfabrik, garverier och varmbadhus. Ån lades gradvis i kulvert efter 1902 års stadsplan och fick namnet Munkgatan, en bred avenyliknande gata med den första omnibussen.